# Klassenzahlformel
Im mathematischen Teilgebiet der Algebraischen Zahlentheorie gibt die Klassenzahlformel eine Formel für die Berechnung der Klassenzahl eines Zahlkörpers. Sie wurde für quadratische Zahlkörper 1839 von Peter Gustav Lejeune Dirichlet bewiesen.

## Grundlagen
Ein Zahlkörper {\displaystyle K} ist eine endliche Körpererweiterung {\displaystyle K/\mathbb {Q} } des Körpers der rationalen Zahlen. Der Ganzheitsring {\displaystyle {\mathcal {O}}_{K}\subset K} sind diejenigen Elemente aus {\displaystyle K}, die sich als Lösung einer normierten polynomiellen Gleichung mit ganzzahligen Koeffizienten gewinnen lassen. Die Idealklassengruppe misst, wie weit der Ganzheitsring davon entfernt ist, eine eindeutige Primfaktorzerlegung zu besitzen. Sie ist definiert als Gruppe der gebrochenen Ideale modulo der gebrochenen Hauptideale. Die Klassenzahl {\displaystyle h_{K}} des Zahlkörpers ist definiert als die Anzahl der Elemente der Idealklassengruppe. Insbesondere ist die Klassenzahl {\displaystyle 1} genau dann, wenn {\displaystyle {\mathcal {O}}_{K}} ein Hauptidealring ist und dies ist wiederum genau dann der Fall, wenn Primfaktorzerlegung in {\displaystyle {\mathcal {O}}_{K}} eindeutig ist. Ein zentrales Problem der algebraischen Zahlentheorie ist die Frage, welche Zahlkörper Klassenzahl {\displaystyle h_{K}=1} haben.

## Formel
{\displaystyle h_{K}={\frac {w_{K}\cdot {\sqrt {|D_{K}|}}}{2^{r_{1}}\cdot (2\pi )^{r_{2}}\cdot \operatorname {Reg} _{K}}}\lim _{s\to 1}(s-1)\zeta _{K}(s)}
Hierbei sind 
- {\displaystyle r_{1}} und {\displaystyle 2r_{2}} die Anzahl der reellen und komplexen Einbettungen von {\displaystyle K}
- {\displaystyle w_{K}} die Anzahl der Einheitswurzeln in {\displaystyle K}
- {\displaystyle \operatorname {Reg} _{K}} der Dirichletsche Regulator von {\displaystyle K}
- {\displaystyle D_{K}} die Diskriminante von {\displaystyle K}
- {\displaystyle \zeta _{K}(s)} die Dedekindsche Zeta-Funktion

## Beispiele

### Die rationalen Zahlen
Der Zahlkörper der rationalen Zahlen {\displaystyle K=\mathbb {Q} } hat eine reelle und keine komplexe Einbettung, also {\displaystyle r_{1}=1,r_{2}=0}. Die einzigen Einheitswurzeln sind {\displaystyle \pm 1} also {\displaystyle w_{\mathbb {Q} }=2}. Der Dirichletsche Regulator ist die Determinante einer {\displaystyle 0\times 0}-Matrix, also {\displaystyle \operatorname {Reg} _{\mathbb {Q} }=1}, und die Diskriminante der trivialen Erweiterung {\displaystyle \mathbb {Q} /\mathbb {Q} } ist {\displaystyle D_{\mathbb {Q} }=1}. Die Dedekindsche Zeta-Funktion {\displaystyle \zeta _{\mathbb {Q} }(s)} ist in diesem Fall die Riemannsche Zeta-Funktion {\displaystyle \zeta (s)}. Man erhält
{\displaystyle h_{\mathbb {Q} }=\lim _{s\to 1}(s-1)\zeta (s)=1}
in Übereinstimmung mit der bekannten Tatsache, dass {\displaystyle \mathbb {Z} } ein Hauptidealring ist.

### Imaginärquadratische Zahlkörper
Für {\displaystyle K=\mathbb {Q} ({\sqrt {-5}})} ist {\displaystyle r_{1}=0,r_{2}=1,w_{K}=2,\operatorname {Reg} _{K}=1,D_{K}=20} und das Residuum der Dedekindschen Zetafunktion in {\displaystyle 1} ist {\displaystyle {\frac {40\pi }{20^{3/2}}}}. Man erhält {\displaystyle h_{K}=2}.
Für {\displaystyle K=\mathbb {Q} ({\sqrt {-163}})} ist {\displaystyle r_{1}=0,r_{2}=1,w_{K}=2,\operatorname {Reg} _{K}=1,D_{K}=163} und eine geschickte Berechnung des Residuums der Dedekindschen Zetafunktion zeigt {\displaystyle h_{K}=1}.

## Verallgemeinerung
Eine Verallgemeinerung der Klassenzahlformel ist die Lichtenbaum-Vermutung (benannt nach Stephen Lichtenbaum).